# Нікопольський трамвай
Нікопольський трамвай — нереалізований проєкт  трамвайної системи, у місті Нікополь у 50-х роках 20 століття.

## Історія
1954 року було створено проєкт будівництва у місті трамваю. Лінія довжиною 4 км мала пролягати від центру міста до Південнотрубного заводу. Роботи розпочалися у березні 1958 року, однак незабаром припинилися і більше до ідеї спорудження трамваю у місті не повертались. Натомість у 1970-х роках постало питання про спорудження у місті тролейбусу.